# Нотиция Дигнитатум
Notitia dignitatum (съкр. ND, на български: Нотиция Дигнитатум, „Списък на длъжностите“) e документ от епохата на късната Римска империя, създаден между 399 и 401 г. (края на IV или началото на V век), представляващ списък на всички структури и длъжности в Империята, както военни, така и цивилни. В документа са записани няколко хиляди длъжности от дворцовите до провинциалните длъжности на Западната и Източната Римска империя. Освен имената са дадени и гербовете на някои структури (крепости, военни части, висши административни и военни позиции).